# La grande rivale
La grande rivale (Un grand patron) è un film del 1951 diretto da  Yves Ciampi.